# 달아난 말
"달아난 말"은 1989년에 개봉한 대한민국의 영화인데 현대인의 심리를 말(馬)에  비유,표출시켰으며 차분한 이미지로 안방극장에서 인기를 끈 박순애 (나희영 역)가 해당 작품을 통해  두 번째 영화 출연을 했고 벗는 연기를 펼치는 등 변화를 시도했으나 흥행에 실패했다.

## 캐스팅
- 김영철  : 김진우 역
- 박순애  : 나희영 역
- 길용우  : 장현기 역
- 지영신
- 주호성
- 장정국
- 문미봉
- 주상호
- 오희찬
- 이장훈
- 서평석
- 홍성웅
- 조영이
- 박혜경
- 박동룡
- 조학자
- 박용팔
- 나갑성
- 강희
- 김연모
- 길달호
- 김기종
- 김현우
- 김유행
- 김혜경
- 이민영
- 신동욱
- 이효원
- 이성용
- 김찬규
- 강소희